# Natron

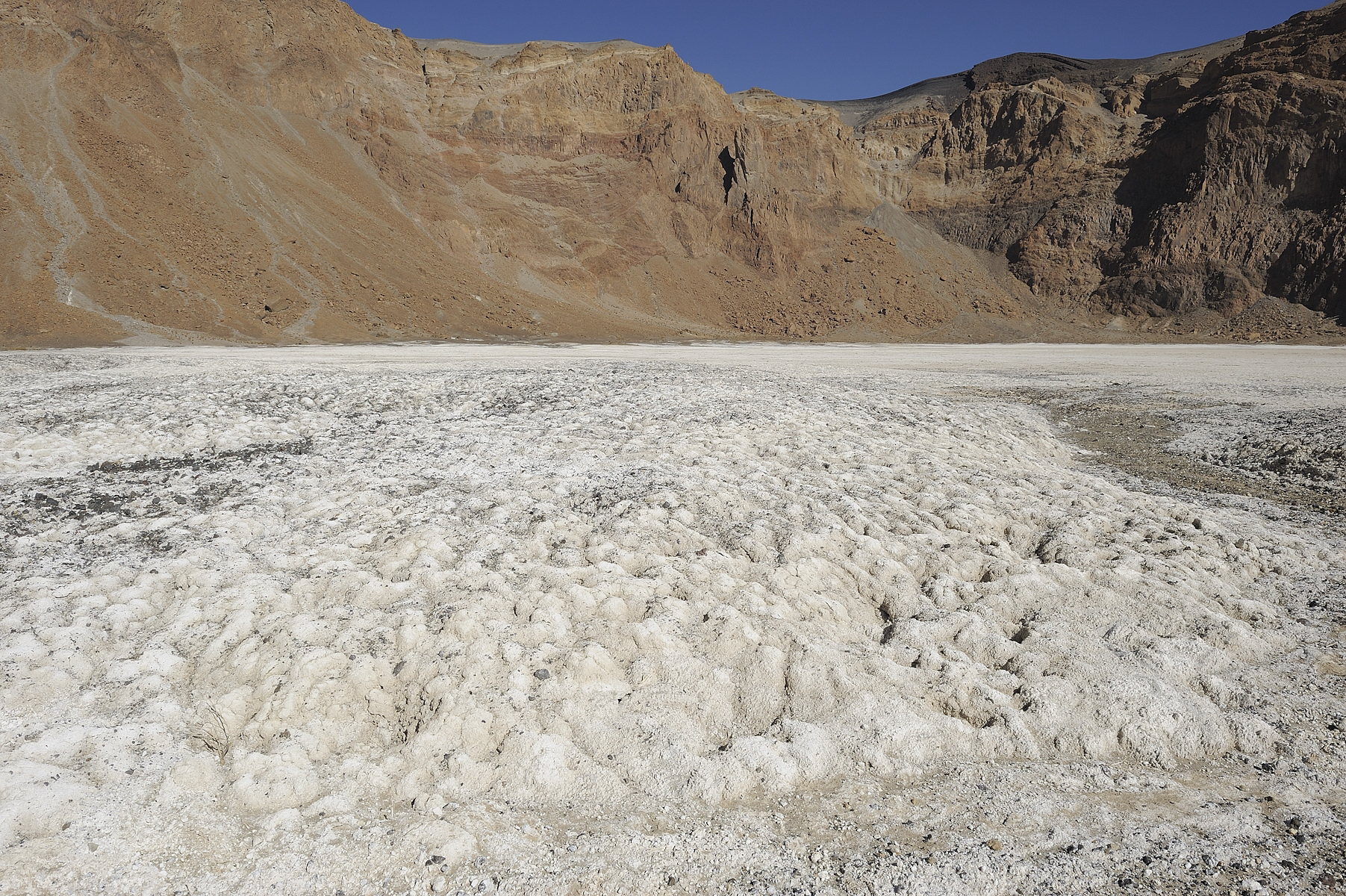
Mỏ natron ở lòng chảo Era Kohor, Tibesti Mountains, Chad

Natron là một hỗn hợp tự nhiên của natri cacbonat ngậm 10 phân tử nước (Na2CO3·10H2O, một loại tro soda) và 17% natri bicacbonat (còn gọi là nahcolit, hoặc NaHCO3) cùng với một lượng nhỏ natri chloride và natri sulfat. Natron có màu trắng đến không màu ở dạng tinh khiết, thay đổi sang vàng khi có lẫn tạp chất. Các mỏ natron đôi khi được tìm thấy trong đáy các hồ nước mặn ở những môi trường khô hạn.